# Mike Caliendo
Mike Caliendo (Brookfield, 21 ottobre 1997) è un giocatore di football americano statunitense che milita nel ruolo di guardia per i Kansas City Chiefs della National Football League (NFL).

## Carriera

### Kansas City Chiefs
Al college Caliendo giocò a football alla Western Michigan University. Dopo non essere stato scelto nel Draft NFL 2022 firmò con i Kansas City Chiefs. Fu svincolato il 30 agosto 2022. Il giorno successivo rifirmò con la squadra di allenamento. A fine stagione i Chiefs vinsero il Super Bowl LVII. Il 15 febbraio 2023 firmò un nuovo contratto da riserva. Nella stagione regolare 2023 disputò 8 partite, nessuna delle quali come titolare.

## Palmarès
- Super Bowl : 2

Kansas City Chiefs: LVII, LVIII
- American Football Conference Championship: 3

Kansas City Chiefs: 2022, 2023, 2024